# Roney Giah
Roney Giah é cineasta, diretor de publicidade, compositor e produtor musical brasileiro, fundador e CEO da Doiddo Filmes. 

## Biografia
Roney Giah nasceu em São José dos Campos e reside na capital de São Paulo desde a infância. Giah iniciou os estudos musicais aos seis anos. No Brasil, estudou harmonia e arranjo com o arranjador Claudio Leal Ferreira; piano no CLAM, escola do renomado trio de Latin Jazz, Zimbo Trio; canto com Paulo Brito, Robson Nascimento e Isabêh; guitarra com Mané dos Santos, Tomati, Pollaco e Sandro Haick. Ainda na adolescência, formou as bandas Moscou Capitalista e Quelidon, desenvolvendo seu estilo na guitarra, no canto e nas composições.

Giah se formou no Musicians Institute (MI), em Los Angeles (EUA), em 1994; lá, estudou com Jennifer Batten (ex-guitarrista de Michael Jackson) e Cat Gray (ex-tecladista do Prince), entre outros. De volta ao Brasil, lançou o CD Semente, que concorreu ao Prêmio Sharp, em 1998. No mesmo ano, disputou o Prêmio Visa (edição instrumental) e conquistou o segundo lugar no Festival Berklee/Souza Lima, em São Paulo. Giah teve a música Argila relançada no disco Pearl Brazilian Team 3, uma coletânea de artistas brasileiros.

Em 2003, Roney Giah se formou em engenharia de som pelo I.A.V., em São Paulo, e, em 2006, lançou o segundo trabalho, Mais dias na Terra, em um aclamado show no Museu da Imagem e do Som (MIS), em São Paulo. Este álbum foi pré-selecionado pelo Prêmio TIM 2006 e ao Latin Grammy 2006 e ampliou a linha instrumental que marcou o CD Semente.

No Brasil, foi escolhido pela empresa de celular Oi para integrar a edição 2007 do Projeto Oi Novo Som e teve sua música Lembra? entre as dez mais executadas em Recife.

Em 2008, o músico abriu a própria produtora de som e foi convidado a participar da trilha sonora do filme norte-americano No pain, no gain. Assinou, também, um contrato com a gravadora inglesa ASTRANOVA para o lançamento da coletânea Yesterday´s tomorrow. Para a divulgação, a gravadora produziu podcasts shows que foram disponibilizados em 107 países. Yesterday’s tomorrow, comercializada pelo I Tunes, reuniu sete faixas do CD Semente (1998), seis faixas do CD Mais dias na Terra (2006) e uma faixa bônus produzida com exclusividade para a ASTRANOVA. O interesse da gravadora ocorreu após o músico ter as músicas Amar com E e A chuva indicadas ao Track of the day pelos usuários do site Garage Band, portal de música norte-americano que tinha a curadoria de George Martin, ex-produtor dos Beatles. Ainda em 2008, um dos mais renomados festivais internacionais de composição, The John Lennon Songwriting Contest, destacou com Menção Honrosa, na categoria World, o trabalho de Giah. Com a curadoria de Yoko Ono, o júri – formado pelos músicos Carlos Santana, Wyclef Jean, Fergie (Black Eyed Peas), John Legend, Al Jarreau, Bob Weir (Grateful Dead), Lamont Dozier e Natasha Bedingfield – concedeu Menção Honrosa ao artista pela música Amar com E, de seu segundo trabalho, Mais dias na Terra.

Em 2009, a composição Time is so still (de seu quarto CD, Queimando a moleira, lançado oficialmente em 2010) rendeu ao músico sua segunda distinção internacional: a Menção Honrosa do Billboard World Song Contest, premiação criada pela revista norte-americana Billboard. No mesmo ano e com a mesma canção (Time is so still), Roney Giah ganhou a sua terceira Menção Honrosa internacional, desta vez do Mike Pinder’s Songwars, premiação criada por Mike Pinder, tecladista da banda The Moody Blues, sucesso da década de 1960.

Ainda em 2009, Roney Giah passou a integrar o portfólio do Jingle Punks, e-business musical que atua como um banco de dados de música independente. Com sede em Nova York, o Jingle Punks – dirigido por Jared Gutstadt e Daniel Demole – foi eleito pela revista norte-americana Business Week (2009) como um dos novos negócios mais promissores dos Estados Unidos. Com a parceria, a obra do compositor, cantor e guitarrista brasileiro é disponibilizada para compor trilhas de filmes, séries de tevê e web das redes NBC, CBS, Viacom, Comedy Central, Vh1, MTV, Bravo, TLC, Starz e History Channel and A&E.

Em 2010, o The Musicoz Award – festival destinado a destacar artistas independentes em ascensão no cenário musical internacional – indicou Giah na categoria “International Artist”. O compositor, cantor e guitarrista recebeu a indicação com as canções Amar com E e Time is so still. O The Musicoz Award é uma das principais premiações da indústria fonográfica australiana.

Em 2011, duas faixas do CD Queimando a moleira –Time is so still e Isto – entraram na programação diária de mais de 160 college radios norte-americanas. Em duas delas, as composições passaram a integrar o Top 30 (ranking de músicas mais solicitadas pelos ouvintes), de acordo com relatório da Mediaguide, empresa que monitora a programação das rádios no país.

Em 2012, a música Talentless lover conquistou o título “Suggested Artist Honors”, na premiação norte-americana “Song of the Year”. A música – eleita por um júri formado por profissionais de gravadoras internacionais, editores da revista Rolling Stone, vencedores e músicos indicados ao Grammy – ficou entre as top inscritas. Talentless lover integra o box (compacto vinil + CD) Single Puzzle Piece Vol. 1, lançado em 2012.

Como músico, Roney Giah já dividiu o palco com Jorge Mautner, Lanny Gordin, Sandra de Sá, Max de Castro, Paulo Miklos, Claudio Zoli, Milton Guedes, Xis, Bocato, Rappin Hood, Skowa, Daniel Boaventura, Roberto Sion, Mané Silveira e muitos outros artistas.

Como produtor musical, Roney Giah trabalha desde 1996 produzindo trilhas sonoras para campanhas publicitárias de marcas como Credit Suisse, Colgate, HSBC, Pringles, Mattel, Zorba, Novartis, Bank of America, Bosch, Stihl e AOC para as principais agências do mercado nacional e internacional e também para séries como Hit Parade, do canal de streaming Globoplay.

Em 2014, Roney Giah expandiu seu know-how para a produção audiovisual com a fundação da Doiddo Filmes (www.doiddo.com.br). Desde então, Giah dirige filmes, séries de TV e comerciais publicitários para canais como Fox Channel e agências como WMcCann, Young & Rubicam, Talent Marcel, Havas Worldwide e MullenLowe Brasil trabalhando com marcas como Credit Suisse, Banco do Brasil, NET, Nestlé, ASICS, TNT Energy Drink, MSD (Merck Sharp & Dhome), Shopping D, Telecine, Lojas MARISA entre outros.

Em 2016, Giah ganhou dois leões de Cannes (ouro e prata); no mesmo ano, conquistou três Clio Awards (dois de ouro e um de prata).

Em 2017, Giah ganhou um leão de Cannes (prata), na categoria Entertainment for Music; em 2019, Roney conquistou o seu quarto Cannes (ouro).

Em 2018, a série de animação Escolinha dos Deuses, criada pela Doiddo Filmes com direção de Roney Giah e roteiro de Gustavo Freitas, foi vencedora – entre 1.700 projetos inscritos –, do pitching do grupo 21th Century Fox e foi desenvolvida pela Doiddo Filmes, com direção e produção executiva de Roney Giah em parceria com o canal.
Em 2021, foi indicado como melhor diretor pelo Festival Internacional de Curtas do Rio de Janeiro, o Curta Cinema, pelo curta-metragem “Gael, seu motorista está a caminho”, criado por Roney Giah e Gustavo Freitas, estrelado por Felipe Camargo e Luiz Carlos Vasconcelos e dirigido por Giah numa coprodução entre Doiddo Filmes e CWA.

Em 2022, Roney Giah assinou contrato com a produtora norte-americana Buffalo8 para a direção do longa metragem Lost Coyote, com roteiro de Gustavo Freitas, associado da Doiddo Filmes, atualmente em fase de desenvolvimento.

## Discografia
- CD Semente (1997)

- CD Mais dias na Terra (2005)

- DVD Uma tarde onde nasci (2006)

- CD (coletânea) Yesterday's tomorrow (2008)

- CD Queimando a moleira (2010)

- CD Co'as goela e tudo (2011)

- CD (e Compacto Vinil) Pop em pedaço vol. 01 (2012)

- CD (e Compacto Vinil) Single puzzle piece vol. 01 (2012)

- CD (e Compacto Vinil) Pop em pedaço vol. 02 (2014)

## Premiações e indicações
Mercado musical:
- Disputou o Prêmio Sharp 1998

- Disputou o Prêmio Visa 1998 (edição instrumental)

- Segundo lugar no Festival Berklee/Souza Lima (São Paulo) 1998

- Latin Grammy (pré-selecionado, edição 2006)

- Prêmio TIM (pré-selecionado, edição 2006)

- Menção Honrosa do The John Lennon Songwriting Contest (2008) – curadoria de Yoko Ono

- Indicado ao The Musicoz Award 2010 (categoria Best International Artist)

- Menção Honrosa do Mike Pinder´s Songwars (2010)

- Menção Honrosa do Billboard World Song Contest (2010)

- Segundo lugar - Best World/Folk album of the year (CARAs - Contemporary A Cappella Recording Awards - 2011)

- Segundo lugar - Favorite Central/South American A Cappella Group (ACAs – A Capella Comunity Award - 2011)

- "CD do ano" – Prêmio Caiubí (2011)

- "Suggested Artist Honors" Premiação norte-americana "Song of the Year" (2012)

Filmes e propaganda (direção):

- Leão de ouro em Cannes 2016 com o filme "Parkinsounds" 

- Leão de prata em Cannes 2016 com o filme "Parkinsounds"

- Clio Award, ouro, 2016

- Clio Award, ouro, 2016

- Clio Award, prata, 2016

- Leão de prata em Cannes 2017 em Entertainment for music
 
- Leão de ouro em Cannes 2019
 
- Indicado como "melhor diretor" pelo Festival Internacional de Curtas do Rio de Janeiro, o Curta Cinema, pelo curta-metragem “Gael, seu motorista está a caminho”